# Kharwa
Kharwa fou un estat tributari protegit del tipus istimrari (terra cedida a canvi de renda perpètua) feudatari de Jodhpur amb 15 pobles. Era governat per una dinastia rathor del subclan Sakatsinghot. L'estat el va fundar a final del segle XVI Rao Sakat Singh, fill del raja Udai Singh de Jodhpur, per concessió d'Akbar el Gran. Disset pobles de l'estat foren incorporats al districte de Merwara (a la província d'Ajmer-Merwara) quan es formà i el thakur va rebre una compensació econòmica dels britànics en forma de renda; el 1877 el thakur Madho Singh va rebre el títol de Rao Sahib de manera personal, després hereditària.

## Llista de rages
- Thakur Sakat singh, vers 1590
- Thakur karan singh (fill)
- Thakur hukum gir (fill)
- Thakur kalu singh (fill)
- Thakur fateh singh (fill)
- Thakur amar singh (fill)
- Thakur ram singh (fill)
- Thakur suraj mal (fill)
- Thakur deo singh (fill)
- Thakur pratap singh (fill)
- Thakur ram singh (fill)
- Rao saheb thakur madho singh (fill) segona meitat del segle xix
- Rao saheb thakur gopal singh ?-1939
- Rao Sahib Thakur XXX Singh 1939-1953